# Loi de Biot
Ne doit pas être confondu avec Loi de Biot et Savart.
 (juin 2021).
Si vous disposez d'ouvrages ou d'articles de référence ou si vous connaissez des sites web de qualité traitant du thème abordé ici, merci de compléter l'article en donnant les références utiles à sa vérifiabilité et en les liant à la section « Notes et références ».
La loi de Biot est une loi expérimentale découverte par le physicien français Jean-Baptiste Biot en 1815, qui s'applique aux substances optiquement actives dissoutes dans un solvant inactif, c’est-à-dire qui ne modifie par la polarisation de l'onde traversante, comme l'eau.
Elle établit que l'angle de rotation de la polarisation rectiligne d'une onde électromagnétique — comme la lumière — traversant une solution optiquement active, est proportionnelle à la concentration du soluté et à la longueur du trajet parcouru par l'onde dans la solution. Le coefficient de proportionnalité est appelé le pouvoir rotatoire : il dépend de la température, du solvant et de l'onde — sa longueur d'onde et sa nature, entre autres. Le pouvoir rotatoire peut se mesurer à l'aide d'un polarimètre grâce à la loi de Biot.

Polarimètre, servant à mesurer le pouvoir rotatoire du soluté.
1 - Source lumineuse.
2 - Lumière non polarisée.
3 - Polariseur.
4 - Lumière polarisée rectilignement.
5 - Cuve de longueur contenant le soluté.
6 - Direction de polarisation pivotée.
7 - Analyseur.
8 - Mesure de l'angle.

La rotation de la polarisation rectiligne est une conséquence de la chiralité des molécules du soluté.

## Relation mathématique
où :
- {\displaystyle \alpha } : angle de rotation du plan de polarisation après passage par la solution (deg) ;
- {\displaystyle [\alpha ]_{\lambda }^{T}} : pouvoir rotatoire du soluté à la température {\displaystyle T} et à la longueur d'onde {\displaystyle \lambda } (° dm−1 g−1 cm3) ;
- {\displaystyle l} : longueur du trajet parcouru par la lumière dans la solution (dm) ;
- {\displaystyle C} : concentration massique du soluté (g cm−3)[4].